# Ceredigion
Ceredigion är ett grevskap och en kommun (principal area) i västra Wales. Det var tidigare en del av Dyfed, och var innan dess känt som Cardiganshire (kymriska: Sir Aberteifi). Det gränsar mot Gwynedd, Powys, Carmarthenshire och Pembrokeshire, och mot väst ligger Cardiganbukten. Namnet betyder "Ceredigs land", som refererar till Cuneddas son, en hövding som skall ha erövrat stora delar av Wales under 400-talet.
Kommunen upprättades den 1 april 1996. Mellan 1974 och 1996 utgjorde den ett distrikt i Dyfed. Då kommunen upprättades fick den det traditionella namnet Cardiganshire, men det blev ändrat till det kymriska namnet Ceredigion dagen efter. 2017 hade Ceredigion 72 992 invånare
De kambriska bergen täcker mycket av den östliga delen av Ceredigion, men det i söder och väst är platta landskap. Högsta punkt är Plynlimon med omkring 757 meter över havet. Fem floder har sin källa där: Severn, Wye, Dulas, Llyfnant och Rheidol. Den viktigaste floden är Teifi, som utgör gränsen till Carmarthenshire och Pembrokeshire. Längs kusten finns det flera sandstränder.

## Orter i Ceredigion
Dessa orter har status som town (småstad/köping):
- Aberaeron
- Aberystwyth
- Cardigan
- Lampeter
- Llandysul
- New Quay
- Newcastle Emlyn (huvuddelen ligger i  Carmarthenshire)
- Tregaron

## Communities
Ceredigion är indelat i 51 communities:

- Aberaeron
- Aberporth
- Aberystwyth
- Beulah
- Blaenrheidol
- Borth
- Cardigan
- Ceulanamaesmawr
- Ciliau Aeron
- Dyffryn Arth
- Faenor
- Geneu'r Glyn
- Henfynyw
- Lampeter
- Llanarth
- Llanbadarn Fawr
- Llanddewi Brefi
- Llandyfriog
- Llandysiliogogo
- Llandysul
- Llanfair Clydogau
- Llanfarian
- Llanfihangel Ystrad
- Llangeitho
- Llangoedmor
- Llangrannog
- Llangwyryfon
- Llangybi
- Llangynfelyn
- Llanilar
- Llanllwchaiarn
- Llanrhystyd
- Llansantffraed
- Llanwenog
- Llanwnnen
- Lledrod
- Melindwr
- Nantcwnlle
- New Quay
- Penbryn
- Pontarfynach
- Tirymynach
- Trawsgoed
- Trefeurig
- Tregaron
- Troedyraur
- Y Ferwig
- Ysbyty Ystwyth
- Ysgubor-y-Coed
- Ystrad Fflur
- Ystrad Meurig